# Betty Law
Betty Law (ur. 11 kwietnia 1928, zm. 19 maja 2001) – szkocka curlerka, pierwsza mistrzyni Europy.

## Kariera sportowa
Law czterokrotnie reprezentowała Szkocję na arenie międzynarodowej, zadebiutowała tam na Mistrzostwach Europy 1975. Zespół z Perth bez żadnej porażki triumfował w zawodach, w finale pokonał 8:7 Szwedki (Elisabeth Branäs). Law wystąpiła w turnieju tej rangi ponownie w 1977, wygrywając 4 mecze, a przegrywając 3 zdobyła brązowy medal. Nie rozgrywano wówczas fazy play-off.
Szkotki z Law na czele awansowały do fazy finałowej Mistrzostw Świata 1980, przegrały jednak mecz półfinałowy przeciwko Kanadyjkom (Marj Mitchell), które zostały mistrzyniami. Law jako gospodyni zdobyła brąz. Pod koniec tego samego roku Betty grała w ME. Podobnie jak we wcześniejszych występach Szkotki uplasowały się na 3. miejscu, tym razem przegrały półfinał z Norwegią (Ellen Githmark).

## Drużyna
|           | Czwarta   | Trzecia          | Druga             | Otwierająca     |
| --------- | --------- | ---------------- | ----------------- | --------------- |
| 1979/1981 | Betty Law | Bea Sinclair     | Jane Sanderson    | Carol Hamilton  |
| 1977/1978 | Betty Law | Bea Dodds        | Margaret Paterson | Margaret Cadzow |
| 1974/1975 | Betty Law | Jessie Whiteford | Beth Lindsay      | Isobel Ross     |